# Lézat-sur-Lèze
Lézat-sur-Lèze is een gemeente in het Franse departement Ariège (regio Occitanie). De plaats maakt deel uit van het arrondissement Pamiers. Lézat-sur-Lèze telde op 1 januari 2022 2.341 inwoners.

## Geografie
De oppervlakte van Lézat-sur-Lèze bedroeg op 1 januari 2022 40,13 vierkante kilometer; de bevolkingsdichtheid was toen 58,3 inwoners per km².
De onderstaande kaart toont de ligging van Lézat-sur-Lèze met de belangrijkste infrastructuur en aangrenzende gemeenten.

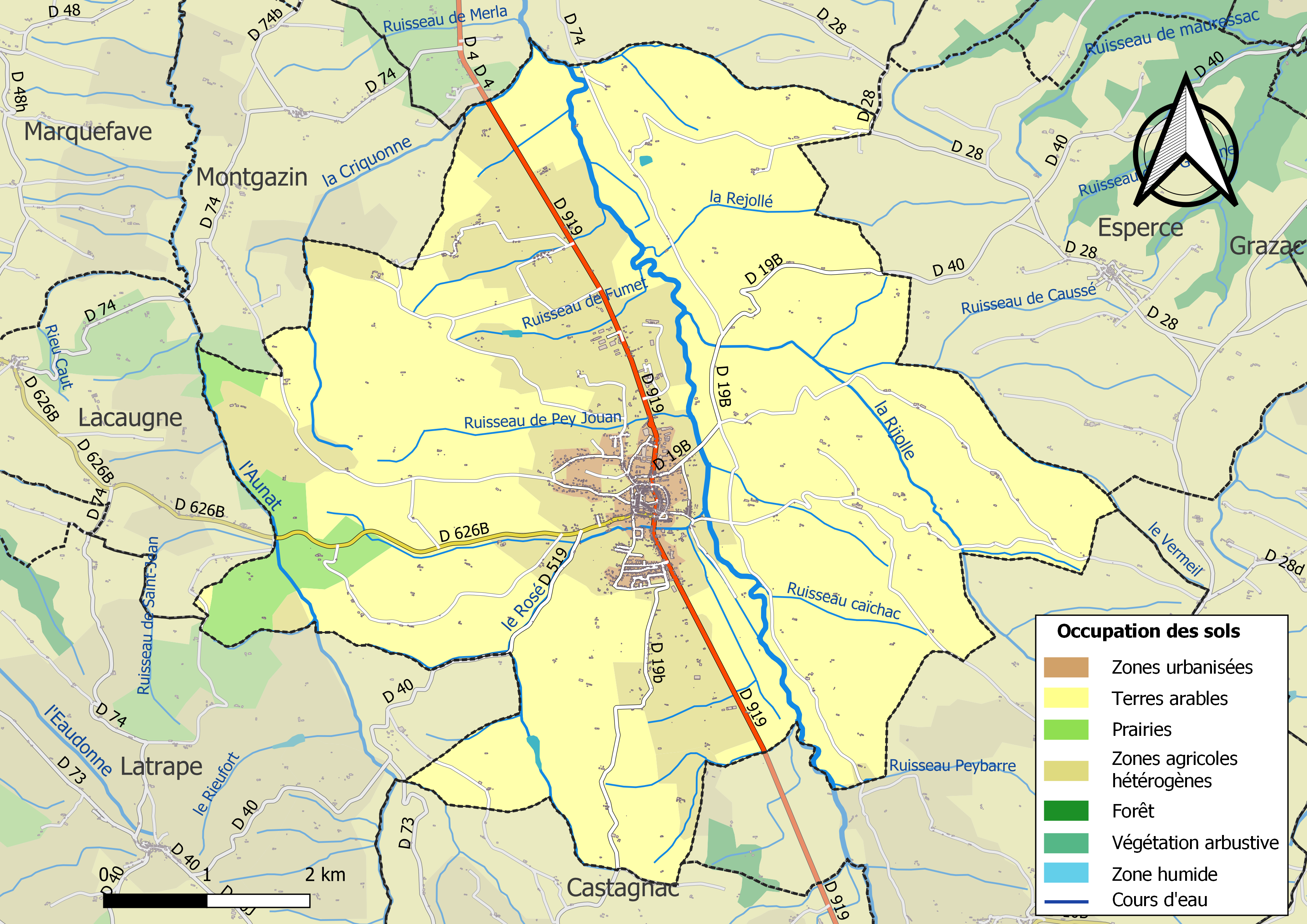

## Demografie
Onderstaande figuur toont het verloop van het inwonertal (bron: INSEE-tellingen).

Vanwege een beveiligingsprobleem met de MediaWiki Graph-software is het momenteel niet mogelijk deze grafiek weer te geven. Zodra de software is bijgewerkt zal de grafiek vanzelf weer zichtbaar worden.

## Geboren in Lézat-sur-Lèze
- Jacques Dupont (1928-2019), wielrenner